# Bobbi Trout
Evelyn „Bobbi“ Trout (7. ledna 1906 Greenup – 24. ledna 2003 San Diego) byla americká průkopnice letectví, držitelka několika leteckých rekordů, spoluzakladatelka organizací The Ninety-Nines: International Organization of Women Pilots a Women’s Air Reserve.

## Život

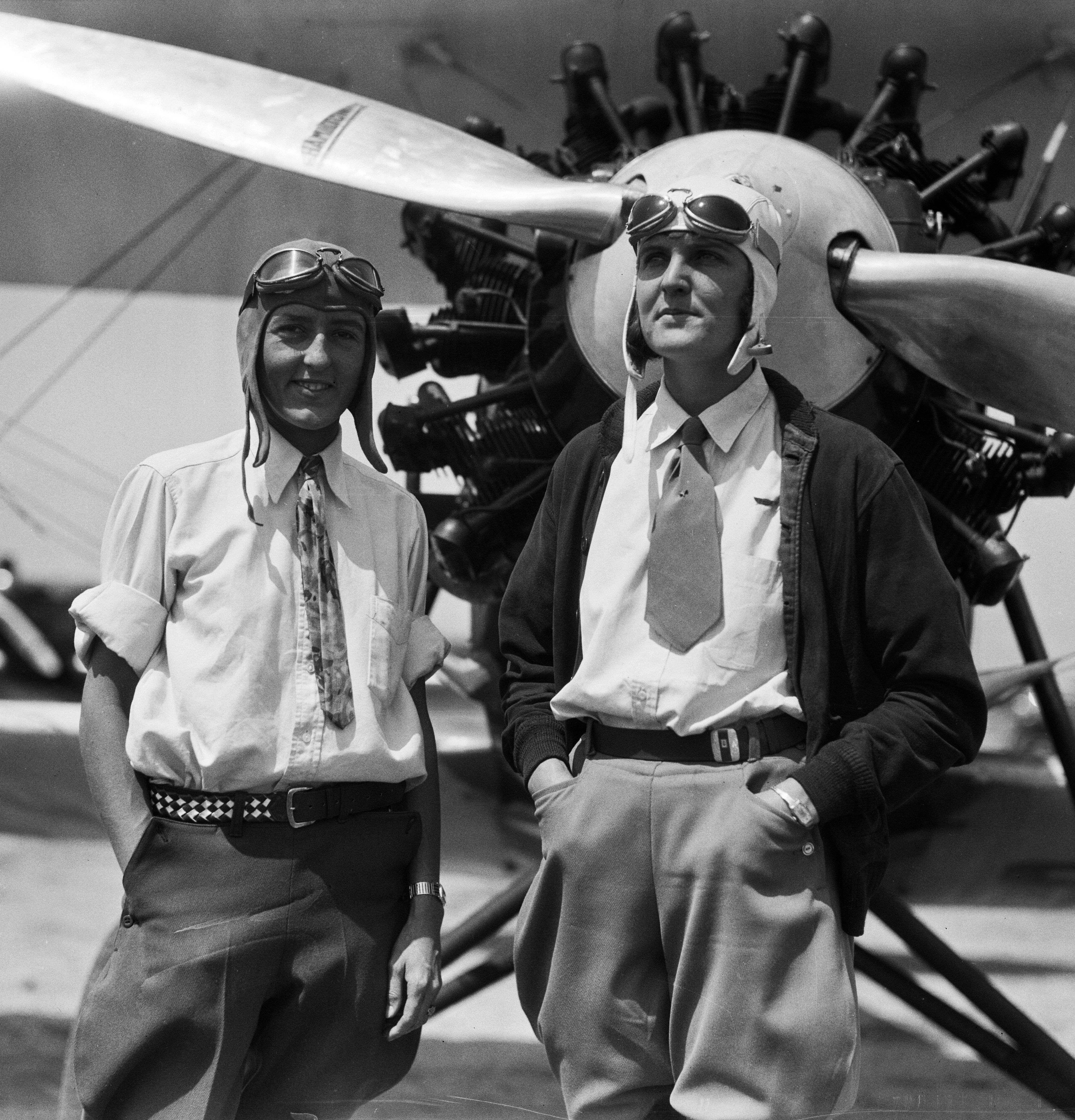
Bobbi Trout s Gladys O'Donnell

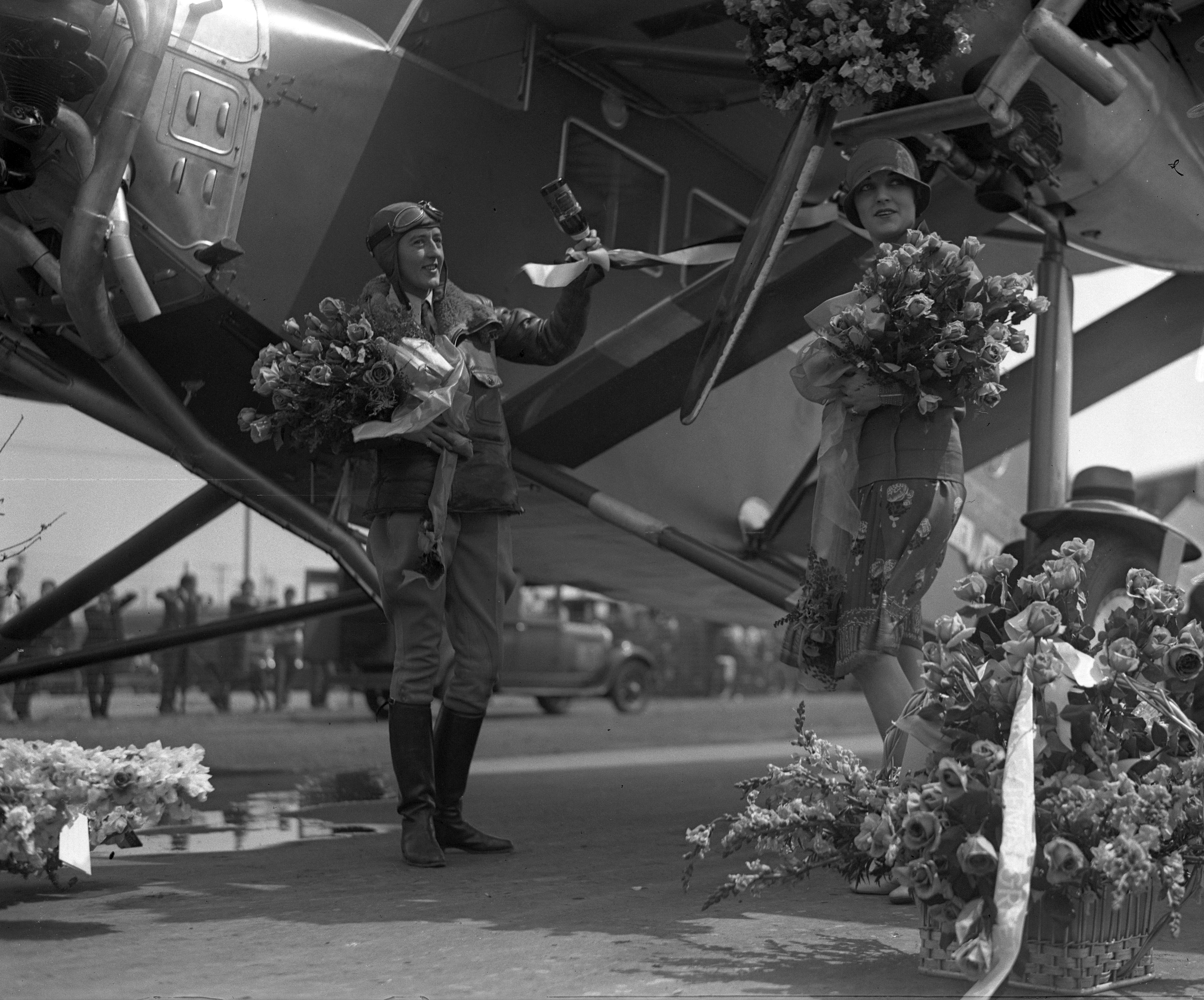
Bobbi Trout s Ruth Elder v roce 1929

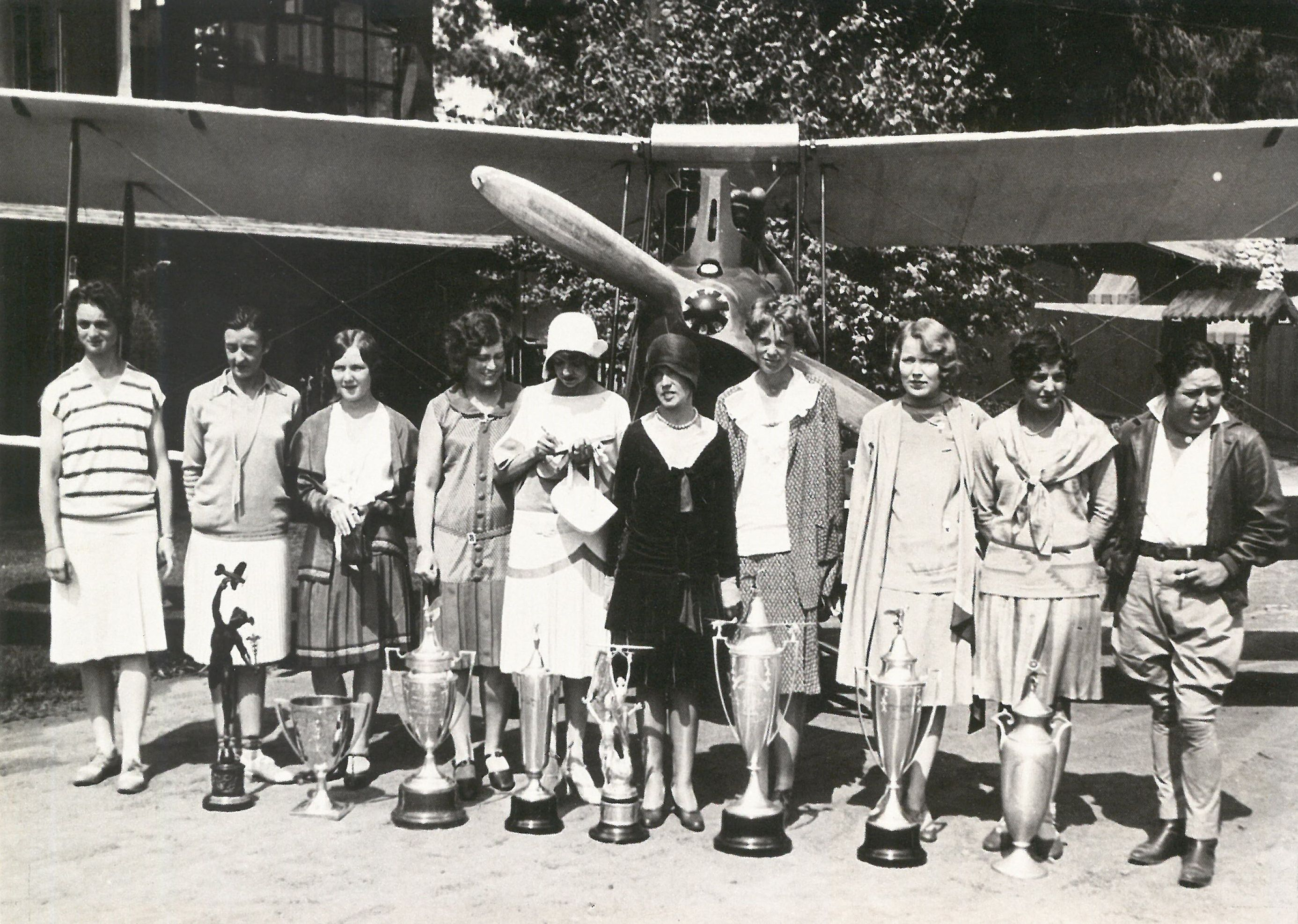
Účastnice závodů Women's National Air Derby z roku 1929. Zleva: Louise Thaden, Bobbie Trout, Patty Willis, Marvel Crosson, Blanche Noyes, Vera Dawn Walker, Amelia Earhart, Marjorie Crawford, Ruth Elder a Pancho Barnes

Bobbi Trout se narodila roku 1906 v obci Greenup v Illinois. Přezdívku dostala podle svého účesu připomínajícího tehdy populární tanečnici Irene Castle. Letectví ji zaujalo, když ve svých dvanácti letech poprvé viděla letět letadlo. Jako pasažérka poprvé letěla 27. prosince 1922 v letadle Curtiss JN Jenny z letiště Rogers Field v Los Angeles. Letecký výcvik zahájila ve svých 22 letech v Burdett Air Lines School of Aviation v Los Angeles. Předtím si na výcvik musela našetřit 2500 dolarů. Dne 30. dubna 1928 absolvovala svůj první sólový let. Pilotní licenci číslo 2613 obdržela 21. ledna 1929. Byla také pátou ženou v USA, která získala licenci dopravního pilota.
Dne 2. ledna 1929 odstartovala z letiště ve Van Nuys v Kalifornii, s prototypem jednoplošníku Bone Golden Eagle Monoplane (sériové číslo C-801), ke svému sólovému vytrvalostnímu letu. Ve vzduchu vydržela 12 hodin a 11 minut, čímž získala ženský sólový vytrvalostní rekord a o čtyři hodiny překonala výkon Violy Gentry. Již 31. ledna 1929 ji samou překonala Elinor Smith s 26 hodinami. Letecký výrobce Bone proto na jejím letounu zvětšil palivovou nádrž. Dne 10. února 1929 v 17:10 Bobbi Trout odstartovala letiště Mines Field v Los Angeles, aby rekord získala zpět. Druhý den v 10:05 jejímu letounu došlo palivo a v 10:16 přistála. S časem 17 hodin a 24 minut dosáhla rekordu Mezinárodní letecké federace (FAI) ve vytrvalosti při sólovém letu. Zároveň jako první žena pilotovala celou noc. Dne 17. března 1929 rekord překonala Louise Thaden.
Během své kariéry Bobbi Trout dosáhla i dalších rekordů. Dne 16. června 1929 dosáhla výškového rekordu v kategorii lehkých letounů, když s vylepšeným strojem Bone Golden Eagle Chief vystoupala do 15 200 stop (4633 m).
V roce 1929 se Bobbi Trout účastnila leteckých závodů Women's National Air Derby (přezdívané „Powder Puff Derby“). Trasa prvního ročníku vedla ze Santa Moniky v Kalifornii do Clevelandu v Ohiu. Účastnit se mohla každá žena mající licenci a letoun. Bobbi Trout odstartovala 18. srpna 1929 se svým letounem Golden Eagle Chief, avšak druhý den havarovala poblíž letiště v Yumě v Arizoně. Po opravě v závodě pokračovala, přičemž při jiném přistání letoun opět utrpěl menší poškození. V letu Trout pokračovala 22. srpna 1929. Přestože již věděla o svém vyřazení ze závodu, trasu do Clevelandu dokončila.
Women's National Air Derby se Bobbi Trout a Elinor Smith domluvily na společném pokusu o vytrvalostní rekord. Zároveň někdo přišel s nápadem na jejich zásobování za letu z jiného letadla. První tři pokusy nebyly úspěšné. Při třetím Bobbi Trout spolkla trochu paliva a byla krátce hospitalizována. Ke čtvrtému pokusu odstartovaly 27. listopadu 1929. Jedna pilotovala a druhá odpočívala. Střídaly se po čtyřech hodinách. Palivo a zásoby během letu doplňovaly z doprovodného letounu. Po 39 hodinách ve vzduchu se nevydařilo čtvrté zásobovací setkání a doprovodný letoun musel nouzově přistát. Pilotkám palivo vydrželo do 3:47 a poté přistály. Ve vzduchu vydržely 42 hodin, tři minuty a třicet sekund. Byl to světový rekord. Zároveň jako první ženy za letu doplnily palivo z jiného letounu.
Po závodech Women's National Air Derby 1929 se několik pilotek, včetně Bobbie Trout, dohodlo na založení ženské letecké asociace. Organizaci The Ninety-Nines: International Organization of Women Pilots založily v listopadu 1929.
Bobbi Trout zvítězila v několika dalších ženských leteckých závodech, včetně toho při slavnostním otevření letiště United Airport v květnu 1930.
V lednu 1931 se Bobbi Trout vrátila k vytrvalostním letům, tentokrát ve spolupráci s Ednou Mae Cooper. Pokus z 1. ledna 1931 nebyl úspěšný. Dne 4. ledna 1931 odstartovaly z letiště Mines Field. Během letu Bobbi Trout oslavila 25. narozeniny. Třetí den se musely vypořádat se zhoršeným počasím a devátý den se porouchal motor jejich letounu. Oficiálně byly ve vzduchu 122 hodin a 50 minut, urazily 7370 mil (11 860 km) průměrnou rychlostí 60 mil za hodinu (96,5 km/h). Dvaadvacetkrát za letu doplnily palivo a zásoby z doprovodného letounu.
Bobbi Trout zůstala aktivní v letectví i po skončení své pilotní kariéry. Společně s Pancho Barnes založily organizaci Women’s Air Reserve, jejímž hlavním účelem byla pomoc při katastrofách, kdy se k lidem, kteří potřebovali lékařskou pomoc, nedalo dostat jinak než letadlem. Dále byla ředitelkou kalifornské neziskové organizace Aviation Archives.
V soukromém životě se Bobbi Trout provdala a měla tři potomky. Zemřela roku 2003 v San Diegu ve věku 97 let.
V únoru 1995 vzala pilotní licenci Trout do vesmíru Eileen Marie Collinsová (první ženská pilotka raketoplánu) na palubě raketoplánu Discovery v misi STS-63.